# Урус (приток Ика)
Урус или Ямашка — река в России, протекает по территории Татарстана. Устье реки находится в 427 км по левому берегу реки Ик. Длина реки составляет 13 км, площадь водосборного бассейна 51,8 км². Количество притоков протяжённостью менее 10 км — 4, их общая длина составляет 5 км.

## Данные водного реестра
По данным государственного водного реестра России относится к Камскому бассейновому округу, водохозяйственный участок реки — Ик от истока и до устья, речной подбассейн реки — бассейны притоков Камы до впадения Белой. Речной бассейн реки — Кама.
Код объекта в государственном водном реестре — 10010101312111100028008.